# Бархатовский сельсовет
Бархатовский сельсовет - сельское поселение в Берёзовском районе Красноярского края.
Административный центр - село Бархатово.

## Население
| 2010  | 2012  | 2013  | 2014  | 2015  | 2016  | 2017  |
| ----- | ----- | ----- | ----- | ----- | ----- | ----- |
| 2533  | ↗2637 | ↗2700 | ↗2783 | ↗2841 | ↗2945 | ↗3061 |
| 2018  | 2019  | 2020  | 2021  |       |       |       |
| ↗3108 | ↗3156 | ↗3211 | ↗3250 |       |       |       |

## Состав сельского поселения
| № | Населённый пункт | Тип населённого пункта       | Население |
| - | ---------------- | ---------------------------- | --------- |
| 1 | Бархатово        | село, административный центр | ↘1513     |
| 2 | Киндяково        | деревня                      | ↗608      |
| 3 | Челноково        | деревня                      | ↗412      |

## Местное самоуправление
Бархатовский сельский Совет депутатов
Дата избрания: 14.09.2015. Срок полномочий: 5 лет. Количество депутатов: 10
Глава муниципального образования
- Попов Иван Владимирович. Дата избрания: 16.04.2019. Срок полномочий: 5 лет[12]